# 阿尔斯梅尔
阿尔斯梅尔（荷蘭語：Aalsmeer，荷蘭語：[aːlsˌmeːr] ⓘ）是荷兰北荷兰省的一个市镇，位於阿姆斯特丹西南方13公里。其名還自於荷蘭文中的「鰻魚」（aal）和「湖」（meer）。
因为世界上最大的花卉拍卖在该地举行，以及擁有數個苗圃和一座花卉栽培實驗站，所以阿尔斯梅尔有时也被称作世界花卉之都。

## 現今

### 政府
阿斯梅爾市議會共有19席：
- 基督教民主黨 (CDA) - 6席
- de Progressieve Aalsmeerse Combinatie Tweeduizend Aalsmeer (PACT) - 5席
- 阿斯梅爾利益 (AB) - 4席
- 自由民主人民黨 (VVD) - 4席

### 公共運輸
阿斯梅爾巴士轉運站稱為「繡球花廣場」，所提供的巴士路線有：
- 140 - 厄伊特霍伦 - 阿斯梅爾 - 霍夫多普車站 - 霍夫多普 - 海姆斯泰德 - 哈勒姆 - 哈勒姆車站
- 171 - 阿斯梅爾 - 博芬凯尔克（Bovenkerk） - 阿姆斯特爾芬 - 南阿姆斯特丹車站
- 172 - Kudelstaart - 阿斯梅爾 - 阿姆斯特爾芬 - 阿姆斯特丹市中心 - 阿姆斯特丹中央車站
- 178 - 阿斯梅爾 - Aalsmeerderbrug - Rijsenhout - 霍夫多普車站 - 霍夫多普
- 188 - 厄伊特霍伦 - 阿斯梅爾 - 史基浦機場 (Schiphol Sternet)
- 198 - 阿斯梅爾 - 史基浦機場 (Schiphol Sternet)
- N72 - 史基浦機場 - 阿斯梅爾 - 厄伊特霍伦 - 阿姆斯特爾芬 - 阿姆斯特丹市中心 - 阿姆斯特丹中央車站（夜間車）

這些班次十分頻繁，約半小時一班，或是更短。

### 產業
阿姆斯特爾花卉拍賣市場的地板面積為999,000平方（10,750,000平方英尺），是世界上最大的商業建築之一。由於鄰近史基浦機場，因此對於全球各地的種植者十分便利。自2008年1月1日起，阿姆斯特爾花卉拍賣市場與 FloraHolland 合併。